# カワゲラウォッチング
カワゲラウォッチングとは、川に棲む水生昆虫などの水質指標生物の調査をし、その種類、数により、水質を判断すること。

## 概論
河川の中流域以上では、水生昆虫が非常に豊富で、代表的なものにカワゲラの他、カゲロウ、トビケラがある。これらは大きさが手頃で採集が簡単な上、水質に敏感で環境が違えば生息する種群が大いに異なる。そのため、水質汚染の指標生物として利用され、多くの研究がある。実際には細かい種がわかれば多くの情報が得られるのであるが、種数が多い上に判別はさほど簡単ではない。しかし、属や種まで判断できずとも、おおざっぱな判断はできるもので、それを利用したものである。
専門的な河川の水質調査においてもこの方法が使われるが、カワゲラウォッチングと呼ばれるのは、主に学校や市町村、博物館などが実施し、児童生徒に観察をさせることによって、身近なところから環境問題に関心を持ってもらうことを目的に行っている自然観察である。本来は、水生昆虫ウォッチングとでも言うのが筋であろうが、親しみやすい名前としてカワゲラを頭につけている。

## 環境省の取り組み
この種の調査法としては専門的にはベック・ツダ法（ベック－津田α法・同β法）がよく用いられている。
環境省は子供向けの調査用冊子を作成し 無料で配布しているため、これを用いて調査するのがよく行われている。この冊子では種別を簡略化し、厳密な同定を不要とし、さらにわかりやすい図をつけているので、それと突き合わせればだいたい判断ができる。また、ベック・ツダ法では清冽な水質に生息するものと汚濁に抵抗性のあるものの2つに分けるのに対して、こちらは水質の良い方から汚れた方まで4段階に分け、そのどの階級のものが多いかで判断する。
この方法は細かい同定を求めず、おおざっぱな区分でよいので簡便であり、確かに子供向けには都合がよい。反面、指標にならない多くの生物を無視すること、わかりやすさのために細かい多様性が犠牲になっていること、全国一律に使えるようにするためにやや無理が生じている嫌いがあるなどの批判もある。子供でも使える、という目的のためにはやむを得ない面もあるが、徐々に改良されることが期待される。

## 具体的な方法
要は水の中の動物を採集することである。一般には水網が使われるが、この調査では水底や石ころの下の動物を採集せねばならないので、あまり役に立たない。専門家は金属製で底が金網になったちりとりのような採集器具を自作するが、枠がしっかりしていれば家庭用の金網のざるなどでも使える。水網でも枠がしっかりしたものは役に立つ。石ころや砂利底であれば、水中のそれを網に掻き込み、水上に持ち上げてそこから虫を探す。泥底であれば、浅く泥をすくい、水中で洗い流してから取り出す方がよい。周囲に動物が見られればそれも捕まえる。
子供は水遊びが好きなので、こういったものを用意すればたいてい喜んで採集に走るが、そのままでは魚すくいだけに終わりかねない。まず石の下面などに細かい虫があることを示して、それらに注目させる必要がある。
採集した虫を拾い上げるためにはピンセットがぜひ欲しい。観察にはバットがあると便利である。採集品を標本にするのであればそのための瓶と薬（アルコールなど）を用意する。
調査地ではまず水温、流速、流れの幅などを記録し、周囲の様子なども観察する。定量調査をするならコドラート法 を使うが、必ずしも必要ではない。環境省の冊子もこれを想定していない。
その他、水辺で活動することに関わる危険は付随するので、単独行動させない、天候への配慮など、十分注意する。集落や都市では水の汚染が激しい場合もあるので、衛生面の配慮も必要である。

### ハンドブック
- 環境庁水質保全局［編］『水生生物による水質の調査法―川の生きものから水質を調べよう―』環境庁水質保全局、1986年3月。2018年5月18日閲覧。
  - 『水生生物による水質の調査法 : 川の生きものから水質を調べよう』愛知県、環境庁水質保全局、1992年。 NCID BA73395617。
  - 『水生生物による水質の調査法：川の生きものから水質を調べよう』環境庁水質保全局 [編]; 岡山県 [編]; 岡山県環境保全事業団 [編]、環境庁水質保全局、東京。―31ページ
  - 『水生生物による水質の簡易調査法 : 川の生きものから水質を調べよう』環境庁水質保全局 [編]、環境庁水質保全課、東京。
- 『川の生きものを調べよう：水生生物による水質判定』環境庁水質保全局 [編]; 建設省河川局 [編]、河川環境管理財団、東京、2000年。―2000年版あとがき
  - 『川の生きものを調べよう─水生生物による水質判定─』環境省水・大気環境局 [編]; 国土交通省水管理・国土保全局 [編]、公益社団法人 日本水環境学会、2006年。2018年5月19日閲覧。―A4判36ページ

### 文献
- 津田松苗『水生昆虫の生態と観察』11号、ニュー・サイエンス社〈グリーン・ブックス〉、1974年。 NCID BN03349945。
- 津田松苗、森下郁子『生物による水質調査法』山海堂、1974年。 NCID BN0135619X。
- 川合禎次 [編]『日本産水生昆虫検索図説』東海大学出版会、1985年。ISBN 4486008847。―引用・参考文献: p369–383
- 柴谷篤弘、谷田一三 [編]『日本の水生昆虫 : 種分化とすみわけをめぐって』東海大学出版会、1989年。ISBN 4486010442。
- 環境庁水質保全局水質規制課 [編]『豊かな水環境を未来へ引き継ぐために : 水環境保全活動実践の手引き』大蔵省印刷局、東京、1997年。ISBN 4174720142。―109ページ

#### 児童書
- 津田松苗、久保田浩、若山憲『げんごろう』2号、ポプラ社〈えほん・しぜんシリーズ〉、1979年。 NCID BA63260123。
- 里中遊歩 [文]『田んぼの昆虫たんけん隊』田代哲也 [絵]、星の環会、東京、2012年。ISBN 9784892945144。